# Jan de Blinde
Jan van Luxemburg (Tsjechisch: Jan Lucemburský, Luxemburgs: Jang de Blannen, Frans: Jean de Luxembourg, Jean l’Aveugle; Luxemburg, 10 augustus 1296 - Slag bij Crécy, 26 augustus 1346), ook Jan van Bohemen, later Jan de Blinde genoemd, was koning van Bohemen van 1311 tot 1346, markgraaf van Moravië, graaf van Luxemburg en titulair koning van Polen van 1311 tot 1335. Hij gold als belichaming van het ridderideaal van zijn tijd. Hij was een beroemd toernooiheld en kon ook enige successen boeken op het vlak van de vermeerdering van zijn Hausmacht.

## Leven

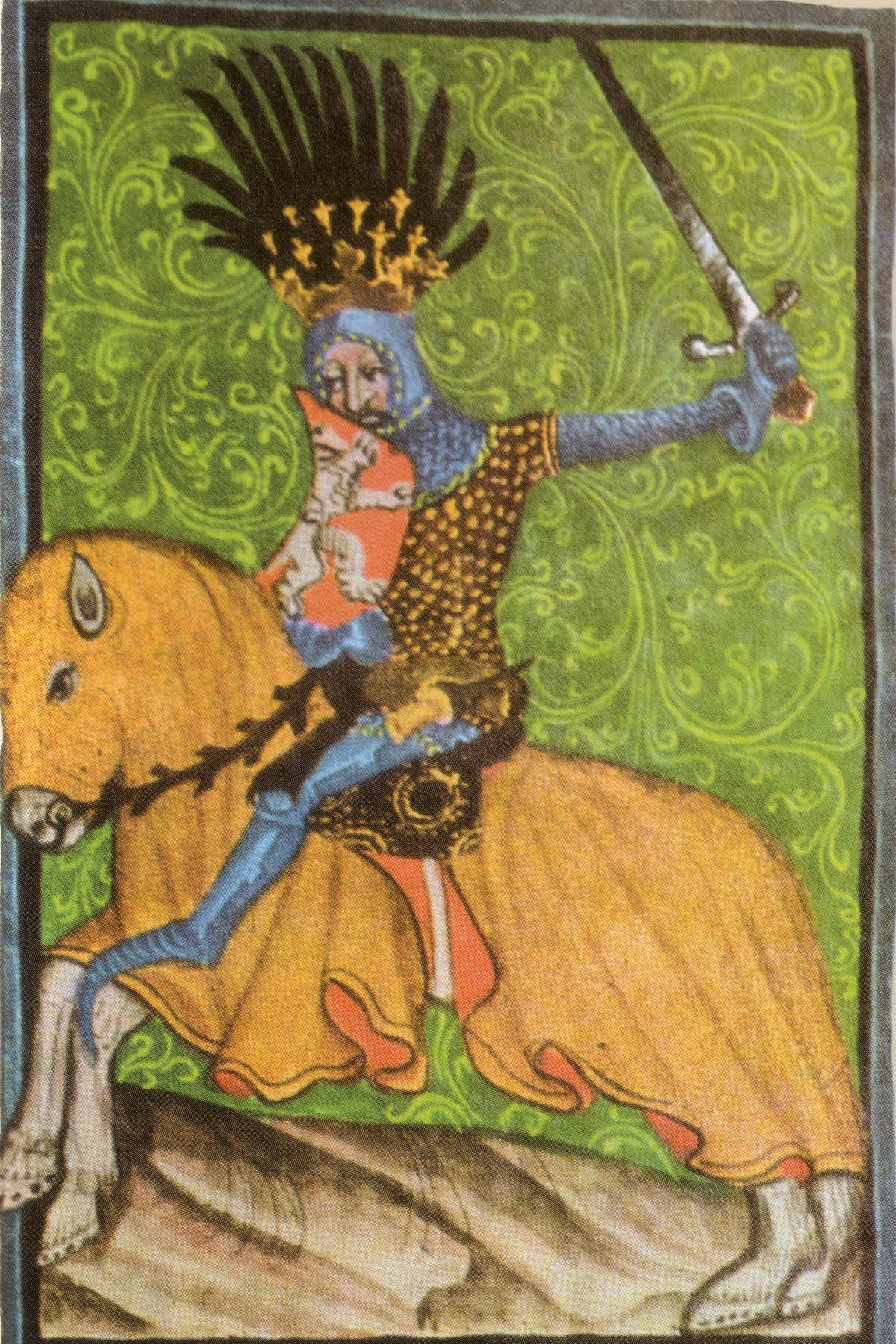
Jan van Luxemburg te paard (Codex Gelnhausen).

### Jeugd en eerste jaren in Bohemen
Jan was de zoon van keizer Hendrik VII en Margaretha van Brabant. Reeds op jonge leeftijd begeleidde hij zijn vader en bracht enige tijd in Parijs door, waar hij ook studeerde. Nadat Hendrik VII in 1308 tot rooms-Duits koning werd verkozen, beleende hij Jan vervolgens met het graafschap Luxemburg. In 1309 nam een Boheemse adellijke factie, die tegen de toenmalige Boheemse koning Hendrik van Karinthië opponeerde, contact op met Hendrik VII. Hendrik reageerde, terwijl hij sinds begin 1310 onderhandelingen met de Boheemse oppositiegroepen voerde en op 30 augustus 1310 beleende hij de 14 jaar oude Jan met het koninkrijk Bohemen. Jan trouwde later op diezelfde dag nog in Speyer met de Boheemse prinses Elisabeth, een zus van Wenceslaus III, met wiens moord in 1306 kort daarvoor het oude heersershuis van de Přemysliden in mannelijke lijn was uitgestorven.
In oktober 1310 trok Jan met een troepencontingent naar Bohemen, terwijl zijn vader Hendrik naar Italië opbrak, om daar de keizerskroon te verwerven. Jan, die door Hendrik ook tot Rijksvoogd was benoemd geworden, belegerde de toentertijd rijkste stad Kuttenberg, waarvan de verovering hem echter niet gelukte. Aldus richtte hij zich nu op het kleine stadje Kolín en werd opnieuw door Hendrik van Karinthië verslagen.
Toen Jan uiteindelijk Praag binnentrok, waar hij op 7 februari 1311 werd gekroond, had hij nog niets veroverd. In zijn capitulatio caesarea moest hij de inheemse adel toestaan, dat ambten slechts door Bohemers en Moraviërs mochten worden bekleed. Daarin drukten zich het machtsgewin van de adel en de herontwikkeling van een Boheems nationaal gevoel uit. Voor Jan betekende het accepteren van de Boheemse kroon ook, dat hij aanspraak maakte op de tronen van Polen en Hongarije, die de laatste twee Přemysliden hadden ingenomen.

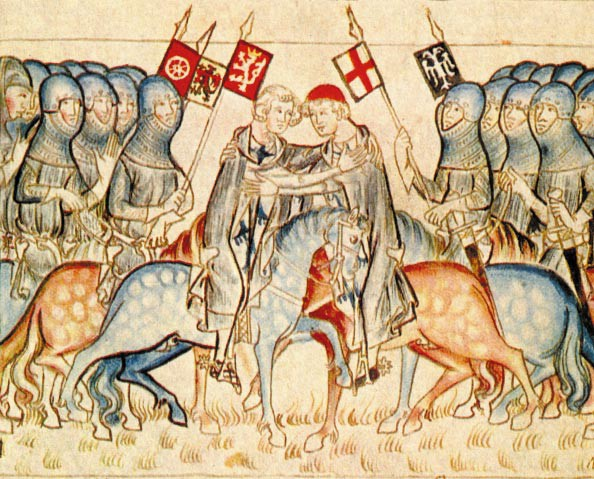
Ontmoeting tussen Jan van Luxemberg en zijn oom Boudewijn van Trier, met Peter van Aspelt, aartsbisschop van Mainz op de achtergrond (Codex Balduini Trevirensis).

1313 was een ongeluksjaar voor Jan. De onderneming van zijn vader Hendrik VII, de Italiëveldtocht, eindigde in een familietragedie: zowel zijn vader als ook zijn moeder en een broer van zijn vader (Walram) kwamen tijdens de Italiëtocht om het leven. Drie jaar na het kinderhuwelijk van Speyer was het Huis Luxemburg bijna uitgestorven. Boudewijn van Luxemburg, aartsbisschop van Trier, was nu het nieuwe hoofd van het Huis Luxemburg. Jan was intussen 17 jaar oud en vader van een dochter. Tevergeefs trachtte hij nu, als opvolger van zijn vader, rooms-Duits koning te worden. Het lukte hem echter niet de Duitse keurvorsten aan zijn kant te krijgen, vooral ook omdat de keurvorsten voor het machtsevenwicht vreesden en liever een zwakkere kandidaat wensten te verkiezen. De verkiezing viel in 1314 ten slotte uit in het voordeel van de kandidaat van het Huis Wittelsbach, Lodewijk, en Jan moest zich hier bij neerleggen. Voortaan stonden het Huis Luxemburg en Wittelsbach samen tegen de Habsburger Frederik de Schone, die door een deel van de keurvorsten was verkozen. Daarbij was te merken dat menige keurstemmen (zoals die van Saksen) omstreden waren.
Intussen zag Jan, "Koning vreemdeling" in Bohemen, zich gedwongen de Boheemse hoge adel meer aan de macht te doen deelnemen, wat ten slotte in een burgeroorlog eindigde. Om deze tot ontspanning te brengen, benoemde Jan de aartsbisschop van Mainz, Peter van Aspelt, tot generaal-kapitein van Bohemen. In 1317 had de hoge adel niet enkel met permanente oorlog gedreigd, maar ook met de verkiezing van een Habsburger.

### Europese politiek
Als bondgenoot van het Huis Wittelsbach vocht Jan in 1322 mee in de Slag bij Mühldorf, waarin de Wittelsbachs-Luxemburgse alliantie zegevierde. Jan ontving hiervoor het Rijkspandschap Eger. Kort daarop kwam het echter tot een duidelijke afkoeling van de betrekkingen tussen Jan en Lodewijk. Jan wou nog in de strijd tussen Lodewijk en de paus bemiddelen, waarvoor hij als beloning hoopte op Noord-Italië als gebiedsuitbreiding en het delen in de heerschappij, doch hij slaagde er niet in deze plannen te verwezenlijken.
In Bohemen kon Jan zijn macht niet werkelijk ontplooien, daar hij amper in het land was en zich in meerdere Europese conflicten mengde. Zo verzocht hij steeds weer zijn aanspraak op Polen door te drijven, terwijl hij in het conflict tussen de Duitse Orde en de Poolse koning Wladislaus de Korte aan de kant van de Orde optrad en in 1328/1329 (beleg van Medvėgalis), 1336/1337 en 1344/1345 aan veldtochten van de Orde tegen Litouwen deelnam. Enkele successen kon hij in Silezië boeken, waar tussen 1327 en 1335 meerdere hertogen Jan trouw zwoeren. Als reactie daarop sloten de Poolse en Hongaarse koning, die zich beiden door de aanspraken van Jan op hun respectievelijke tronen bedreigd voelden, een alliantie.

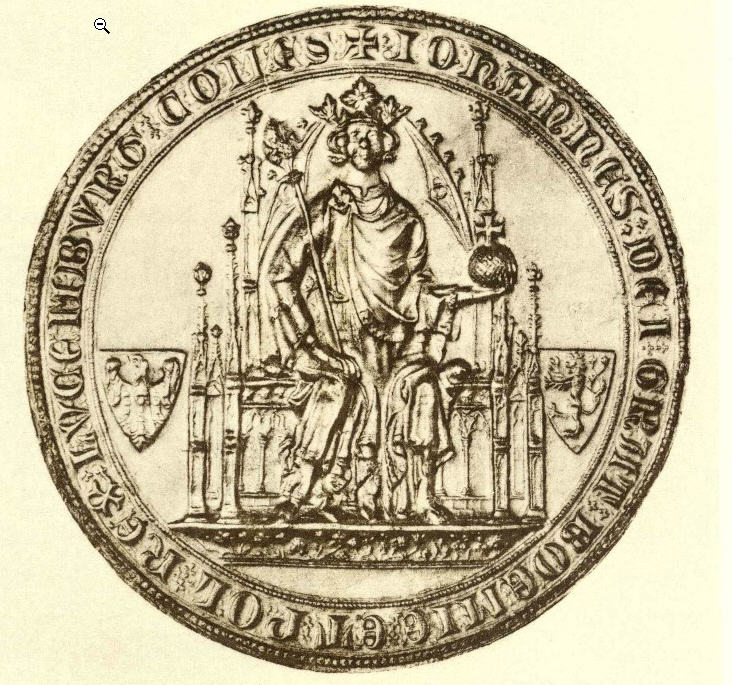
Zegel van Jan van Luxemburg.

Jan richtte zich ook steeds meer tot Frankrijk, nadat de traditioneel goede betrekkingen tussen het Huis Luxemburg en het Franse koningshuis Capet in de voorgaande jaren een knauw hadden gekregen: keizer Hendrik VII had zich tegen de Franse expansiepolitiek in het westelijke grensgebied van het Rijk schrap gezet en ook tijdens Hendriks veldtocht naar Rome had de Franse koning Filips IV tegen de keizer geageerd. Nu normaliseerden zich echter de betrekkingen en Jan hield zich vaak meerdere weken per jaar aan het Parijse hof op, waar het toernooiwezen werd gecultiveerd. De in 1328 op de troon gekomen Filips VI ondersteunde Jan zelfs met troepen.
In 1335 zette de Poolse koning Casimir III zich in om het conflict met Jan bij te leggen. De koningen troffen elkaar in Visegrád. Casimir erkende de Boheemse soevereiniteit over Silezië en verzaakte tegen een geldbetaling aan zijn aanspraken op de Boheemse kroon. Jan gaf op zijn beurt zijn aanspraak op de Poolse troon op en perkte zijn ondersteuning van de Duitse Orde in.

### De Italiëpolitiek van Jan
Koning Jan en keizer Lodewijk de Beier ontmoetten elkaar in 1330. Lodewijk was reeds lang door de paus geëxcommuniceerd, maar besloot nu toch tot een Italiëveldtocht over te gaan. Jan daarentegen, die een verstandige terughoudendheid behield tussen paus en keizer, was in de laatste jaren een machtige landsheer geworden en ageerde als een handige realpolitieker. Hij was zo min of meer de scheidsrechter en vredesrechter van Europa geworden. Jan behield de positie van de rooms-Duitse koning, totdat deze onfortuinlijk uit Italië terugkeerde. Jan scheen op het hoogtepunt van zijn succes te zijn en zo vatte hij een nieuw plan op: hij wou zelf naar Noord-Italië optrekken. In feite was een dergelijke Italiëveldtocht in het kader van een Hausmachtpolitiek juist ongebruikelijk: Jan plande een Luxemburgs heerschapscomplex in Noord-Italië op te richten.
Jan trok in 1330 met slechts een klein leger van 400 kurassiers van Innsbruck naar Trient. De redenen voor deze tocht naar Italië zijn in het historische onderzoek omstreden: mogelijk wou hij de rechten van het Rijk beschermen en op de verzoeken van de gezanten uit Brescia ingaan. Deze smeekten hem om het beschermheerschap over hun stad op zich te nemen: Mastino della Scala, de heer van Verona, bedreigde namelijk hun stad. Mogelijk handelde Jan echter slechts uit avontuurlust. Het meest waarschijnlijke lijkt echter de oprichting van een nieuwe machtsbasis in Noord-Italië te zijn geweest, waarbij hij zich op zijn vader Hendrik VII kon beroepen, die ook naar Italië was gekomen, om weer de orde in het door oorlogen geteisterd land te herstellen. Juist Brescia, dat zich voorheen tegen zijn vader had verzet, opende nu voor Jan van Luxemburg zijn poorten. In amper drie maanden tijd stelden alle belangrijke steden van Lombardije zich onder zijn beschermheerschap. Deze heerschap moest hij tegen Filips VI verdedigen.
In de paasdagen van 1331 trad zijn in 1316 geboren zoon en troonopvolger Karel op aan zijn zijde. Deze leerde algauw zijn vader tegen te spreken, maar ook zelfstandig te handelen. Hij was het, die als 17-jarige kroonprins, zonder ruggespraak met zijn vader, de oorlog tegen Florence beval – al was deze weinig succesvol. Jan zorgde daarentegen ervoor dat hem de signoria over meerdere steden werd overgedragen en zelfs de machtige Visconti erkenden zijn formele soevereiniteit. Doch dit deed tegelijkertijd het wantrouwen van Lodewijk toenemen, die zijn Italische vertrouwenspersonen opdroeg slechts zijn Rijksvoogd Otto van Oostenrijk te gehoorzamen.

### De laatste jaren – tussen Frankrijk en het Rijk
Jan richtte nu zijn aandacht op de problemen in het westen. In 1332 sloot hij een verdrag met de Franse koning. Daarin verplichtte Jan zich tot bijstand in het geval van een oorlog (behalve wanneer de rooms-Duitse koning in het conflict was verwikkeld). Daarmee verbond Jan zich aan het Franse hof, doch verwachtte hij daardoor waarschijnlijk een soepele Hausmachtpolitiek, temeer omdat de Fransen Jan nu ook in Noord-Italië met een lichting bijstonden.
Daar hadden meerdere machtige steden en de koning van Napels zich in een bondgenootschap aaneengesloten. Jan leed meerdere nederlagen en moest zich in oktober 1333, daar zijn zoon Karel weigerde de weinige overgebleven steunpunten verder te verdedigen, terugtrekken. De Italiëpolitiek van Jan was daarmee mislukt, doch zorgde zijn optreden ten zuiden van de Alpen op zijn minst ervoor, dat Noord-Italië zich niet verder van het Rijk losmaakte – wat in ieder geval overeenstemde met de plannen van de paus.
In 1335 verzaakte Jan tegen een financiële schadeloosstelling en de Silezische hertogdommen, die intussen van Bohemen leenafhankelijk waren geworden, aan de Poolse kroon. Tezelfdertijd barstten de toenemende spanningen tussen Jan en Lodewijk los. De keizer liet zijn aanspraak gelden op de Alpenlanden, die Jan op grond van het (evenwel niet voltrokken) huwelijk van zijn tweede zoon Jan Hendrik met Margaretha van Tirol voor zich opeiste. In 1336 braken de vijandigheden uit, doch kwam het nog in datzelfde jaar tot een vreedzame verzoening. Jan brak kort daarop op om op een Kruistocht tegen de Litouwers te gaan.
Jan van Luxemburg, de grote ridder en toernooiheld, was in 1337 aan het rechteroog blind geworden. Deze oogziekte was een erfelijke aandoening in het Huis Luxemburg en slechts het verwijderen van het zieke oog kon een overslaan op het gezonde oog verhinderen. Ondanks een operatie door Guy de Chauliac verloor hij drie jaar later ook het linkeroog en werd hij voortaan de Blinde genoemd. Tijdens de kort daarop uitgebroken gevechtsacties tussen Engeland en Frankrijk (zie: Honderdjarige Oorlog) stond Jan aan de kant van Frankrijk, terwijl Lodewijk aan de kant van Engeland stond. Jan oefende in 1339 zelfs het commando in Gascogne uit – en dit met succes. Hierdoor opgeëist was hij echter niet bij de zogenaamde keurvereniging van Rhense aanwezig, op dewelke de keurvorsten hun aanspraak op de verkiezing van de rooms-Duitse koning benadrukten en pauselijke aanspraken afwezen.
Onder Jan de Blinde kreeg de stad Luxemburg in 1340 een nieuwe stadsmuur. Ook verleende hij op 20 oktober 1340 de stad het recht tot het houden van een jaarmarkt in de tweede helft van augustus, die nog steeds elk jaar plaatsvindt (Schobermesse), maar tegenwoordig meer een kermis is geworden.
De spanningen tussen het Huis Luxemburg en Lodewijk bleven bestaan, en ook in het Rijk nam de oppositie toe. Op 13 juli 1346 werd Karel, de oudste zoon van Jan, die steeds meer eigen initiatief toonde en daarmee vaak in tegenspraak met zijn vader kwam, tot nieuw rooms-Duits koning gekozen – hij zou het Rijk na de dood van Lodewijk al gauw onaangevochten regeren en uitgroeien tot een bekwaam keizer.
Jan viel in 1346 in de Slag bij Crécy, waarin zijn zoon Karel onder onopgehelderde omstandigheden van het slagveld verdween. Volgens de overlevering zou de reeds volledig blinde Jan praktisch onbeschermd in het strijdgewoel gereden zijn en vervolgens gedood zijn. Volgens de legende naderde na de slag de toen 16-jarige prins van Wales, Eduard van Woodstock (ook bekend als de Zwarte Prins) zijn lijk. Hij zou het helmteken van Jan hebben genomen en tot het zijne hebben gemaakt. Deze episode kent historisch evenwel geen grond. Het helmteken in het wapenschild van de prins van Wales is in de vorm van drie struisvogelveren, terwijl Jans helmteken uit twee gierenvleugels bestond, en er is ook geen bewijs dat Jan het devies "Ich dien" zou hebben gevoerd.
De dood van Jan liet een diepe indruk na op de Europese adel: Jan was tot op het eind zijn eed trouw gebleven en stierf als belichaming van het ideaal van het Europese ridderschap. De Engelsen herdachten de dode koning in een speciale rouwceremonie, die door de bisschop van Durham werd geleid. Overigens werd ook Jans politieke handelen door het moderne historische onderzoek meestal welwillender beoordeeld, dan dit in het verleden het geval was, omdat hij meestal vergeleken werd met zijn politiek succesvollere zoon en als onduldzame vader werd voorgesteld, die de kwaliteiten van Karel niet wist te erkennen.

## Galerij
Jan werd voorlopig in het Luxemburgse klooster Altmünster bijgezet. Na de verwoesting van de Benedictijnerabdij in 1543 werd Jan vervolgens in het Luxemburgse klooster Neumünster bijgezet. In de troebelen van de Franse Revolutie kwam Jans gebeente in het bezit van de industriëlenfamilie Boch in Mettlach an der Saar. Daar rustte Jans gebeente volgens verslagen van de familie Boch in een zolderkamer. Pierre-Joseph Boch zou de stoffelijke resten van monniken hebben gekregen, om ze voor de Franse revolutionaire troepen te verbergen. Zijn zoon Jean-François Boch schonk in 1833 de stoffelijke restanten van Jan aan de Pruisische kroonprins Frederik Willem, tijdens diens reis door het Pruisische Rijnland. De kroonprins, die in Jan een voorouder zag, gaf de bouwmeester Karl Friedrich Schinkel de opdracht een grafkapel voor Jan de Blinde te ontwerpen. Van 1834 tot 1835 bouwde Schinkel aan de kapel in Kastel-Staadt op de plaats van de oude  
kluizenaarswoning Klause Kastel op een rots over het Saardal. Op Jans sterfdag in 1838 werd zijn gebeente daar in een zwarte marmeren sarcofaag bijgezet. De teraardebestelling in de kapel 1838 is in het sterfregister van de parochie van het jaar 1838 op pagina 202 neergeschreven.
In 1945 werd Jan op initiatief van de staat Luxemburg uit de grafkapel in een overrompelingsactie opgegraven en naar Luxemburg (in de crypte onder de kathedraal) overgebracht.

## Nageslacht

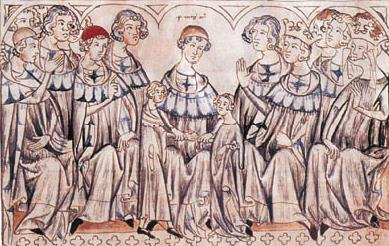
Huwelijk van Jan van Luxemburg met Elisabeth in Speyer in 1310 (Codex Balduini Trevirensis).

Jan van Luxemburg trouwde in 1310 in Speyer met Elisabeth I van Bohemen (1292–1330), dochter van Wenceslaus II, koning van Bohemen. Na haar dood huwde hij in 1334 in Vincennes Beatrix van Bourbon (1318-1383), de dochter van hertog Lodewijk I van Bourbon.
Kinderen uit zijn eerste huwelijk
- Margaretha van Luxemburg (1313-1341); ∞ Hendrik II, hertog van Neder-Beieren (1305–1339)
- Bonne of Jutta (1315–1349); ∞ 1332 Jan II, koning van Frankrijk
- Karel IV (1316–1378), rooms-Duits keizer
- Přemysl Ottokar van Luxemburg (1318–1320)
- Anna van Luxemburg (1323-1338); ∞ 1327 Ladislaus, zoon van koning Karel I van Hongarije, ∞ 1335 Otto, hertog van Oostenrijk
- Jan Hendrik (1322–1375), markgraaf van Moravië; ∞ Margaretha, gravin van Tirol

Kinderen uit zijn tweede huwelijk
- Wenceslaus (1337–1383), eerst graaf, vervolgens hertog van Luxemburg

Buitenechtelijke kinderen:
- Nicolaus  (1322–1358), patriarch van Aquileja

## Kwartierstaat (voorouders)
| Hendrik V van Luxemburg (1221-1281) | Hendrik V van Luxemburg (1221-1281) | Hendrik V van Luxemburg (1221-1281) | Hendrik V van Luxemburg (1221-1281) | Hendrik V van Luxemburg (1221-1281)  | Hendrik V van Luxemburg (1221-1281)  | Margaretha van Bar (1220-1275)       | Margaretha van Bar (1220-1275)       | Margaretha van Bar (1220-1275)       | Margaretha van Bar (1220-1275)       | Margaretha van Bar (1220-1275) | Margaretha van Bar (1220-1275) |                                |                                | Boudewijn van Avesnes (1219-1295) | Boudewijn van Avesnes (1219-1295) | Boudewijn van Avesnes (1219-1295)   | Boudewijn van Avesnes (1219-1295)   | Boudewijn van Avesnes (1219-1295)   | Boudewijn van Avesnes (1219-1295)   | Felicitas van Coucy (1220-1307)     | Felicitas van Coucy (1220-1307)     | Felicitas van Coucy (1220-1307) | Felicitas van Coucy (1220-1307) | Felicitas van Coucy (1220-1307) | Felicitas van Coucy (1220-1307) |                                 |                                 | Hendrik III van Brabant (1231-1261) | Hendrik III van Brabant (1231-1261) | Hendrik III van Brabant (1231-1261) | Hendrik III van Brabant (1231-1261) | Hendrik III van Brabant (1231-1261) | Hendrik III van Brabant (1231-1261) | Aleidis van Bourgondië (1233-1273)    | Aleidis van Bourgondië (1233-1273)    | Aleidis van Bourgondië (1233-1273)    | Aleidis van Bourgondië (1233-1273)    | Aleidis van Bourgondië (1233-1273)    | Aleidis van Bourgondië (1233-1273)    |                                    |                                    | Gwijde van Dampierre (1226-1305)   | Gwijde van Dampierre (1226-1305)   | Gwijde van Dampierre (1226-1305)         | Gwijde van Dampierre (1226-1305)         | Gwijde van Dampierre (1226-1305)         | Gwijde van Dampierre (1226-1305)         | Mathilde van Béthune (ca. 1230-1264)     | Mathilde van Béthune (ca. 1230-1264)     | Mathilde van Béthune (ca. 1230-1264) | Mathilde van Béthune (ca. 1230-1264) | Mathilde van Béthune (ca. 1230-1264) | Mathilde van Béthune (ca. 1230-1264) |  |  |  |  |  |  |  |  |  |  |  |  |  |  |  |  |  |  |  |  |  |  |  |  |  |  |  |  |  |  |  |  |  |  |  |  |  |  |  |  |  |  |  |  |  |  |  |  |
| Hendrik V van Luxemburg (1221-1281) | Hendrik V van Luxemburg (1221-1281) | Hendrik V van Luxemburg (1221-1281) | Hendrik V van Luxemburg (1221-1281) | Hendrik V van Luxemburg (1221-1281)  | Hendrik V van Luxemburg (1221-1281)  | Margaretha van Bar (1220-1275)       | Margaretha van Bar (1220-1275)       | Margaretha van Bar (1220-1275)       | Margaretha van Bar (1220-1275)       | Margaretha van Bar (1220-1275) | Margaretha van Bar (1220-1275) |                                |                                | Boudewijn van Avesnes (1219-1295) | Boudewijn van Avesnes (1219-1295) | Boudewijn van Avesnes (1219-1295)   | Boudewijn van Avesnes (1219-1295)   | Boudewijn van Avesnes (1219-1295)   | Boudewijn van Avesnes (1219-1295)   | Felicitas van Coucy (1220-1307)     | Felicitas van Coucy (1220-1307)     | Felicitas van Coucy (1220-1307) | Felicitas van Coucy (1220-1307) | Felicitas van Coucy (1220-1307) | Felicitas van Coucy (1220-1307) |                                 |                                 | Hendrik III van Brabant (1231-1261) | Hendrik III van Brabant (1231-1261) | Hendrik III van Brabant (1231-1261) | Hendrik III van Brabant (1231-1261) | Hendrik III van Brabant (1231-1261) | Hendrik III van Brabant (1231-1261) | Aleidis van Bourgondië (1233-1273)    | Aleidis van Bourgondië (1233-1273)    | Aleidis van Bourgondië (1233-1273)    | Aleidis van Bourgondië (1233-1273)    | Aleidis van Bourgondië (1233-1273)    | Aleidis van Bourgondië (1233-1273)    |                                    |                                    | Gwijde van Dampierre (1226-1305)   | Gwijde van Dampierre (1226-1305)   | Gwijde van Dampierre (1226-1305)         | Gwijde van Dampierre (1226-1305)         | Gwijde van Dampierre (1226-1305)         | Gwijde van Dampierre (1226-1305)         | Mathilde van Béthune (ca. 1230-1264)     | Mathilde van Béthune (ca. 1230-1264)     | Mathilde van Béthune (ca. 1230-1264) | Mathilde van Béthune (ca. 1230-1264) | Mathilde van Béthune (ca. 1230-1264) | Mathilde van Béthune (ca. 1230-1264) |  |  |  |  |  |  |  |  |  |  |  |  |  |  |  |  |  |  |  |  |  |  |  |  |  |  |  |  |  |  |  |  |  |  |  |  |  |  |  |  |  |  |  |  |  |  |  |  |
|                                     |                                     |                                     |                                     |                                      |                                      |                                      |                                      |                                      |                                      |                                |                                |                                |                                |                                   |                                   |                                     |                                     |                                     |                                     |                                     |                                     |                                 |                                 |                                 |                                 |                                 |                                 |                                     |                                     |                                     |                                     |                                     |                                     |                                       |                                       |                                       |                                       |                                       |                                       |                                    |                                    |                                    |                                    |                                          |                                          |                                          |                                          |                                          |                                          |                                      |                                      |                                      |                                      |  |  |  |  |  |  |  |  |  |  |  |  |  |  |  |  |  |  |  |  |  |  |  |  |  |  |  |  |  |  |  |  |  |  |  |  |  |  |  |  |  |  |  |  |  |  |  |  |
|                                     |                                     |                                     |                                     | Hendrik VI van Luxemburg (1252-1288) | Hendrik VI van Luxemburg (1252-1288) | Hendrik VI van Luxemburg (1252-1288) | Hendrik VI van Luxemburg (1252-1288) | Hendrik VI van Luxemburg (1252-1288) | Hendrik VI van Luxemburg (1252-1288) |                                |                                |                                |                                |                                   |                                   | Beatrix van Avesnes (ca. 1240-1321) | Beatrix van Avesnes (ca. 1240-1321) | Beatrix van Avesnes (ca. 1240-1321) | Beatrix van Avesnes (ca. 1240-1321) | Beatrix van Avesnes (ca. 1240-1321) | Beatrix van Avesnes (ca. 1240-1321) |                                 |                                 |                                 |                                 |                                 |                                 |                                     |                                     |                                     |                                     | Jan I van Brabant (1252-1294)       | Jan I van Brabant (1252-1294)       | Jan I van Brabant (1252-1294)         | Jan I van Brabant (1252-1294)         | Jan I van Brabant (1252-1294)         | Jan I van Brabant (1252-1294)         |                                       |                                       |                                    |                                    |                                    |                                    | Margaretha van Dampierre (ca. 1251-1285) | Margaretha van Dampierre (ca. 1251-1285) | Margaretha van Dampierre (ca. 1251-1285) | Margaretha van Dampierre (ca. 1251-1285) | Margaretha van Dampierre (ca. 1251-1285) | Margaretha van Dampierre (ca. 1251-1285) |                                      |                                      |                                      |                                      |  |  |  |  |  |  |  |  |  |  |  |  |  |  |  |  |  |  |  |  |  |  |  |  |  |  |  |  |  |  |  |  |  |  |  |  |  |  |  |  |  |  |  |  |  |  |  |  |
|                                     |                                     |                                     |                                     | Hendrik VI van Luxemburg (1252-1288) | Hendrik VI van Luxemburg (1252-1288) | Hendrik VI van Luxemburg (1252-1288) | Hendrik VI van Luxemburg (1252-1288) | Hendrik VI van Luxemburg (1252-1288) | Hendrik VI van Luxemburg (1252-1288) |                                |                                |                                |                                |                                   |                                   | Beatrix van Avesnes (ca. 1240-1321) | Beatrix van Avesnes (ca. 1240-1321) | Beatrix van Avesnes (ca. 1240-1321) | Beatrix van Avesnes (ca. 1240-1321) | Beatrix van Avesnes (ca. 1240-1321) | Beatrix van Avesnes (ca. 1240-1321) |                                 |                                 |                                 |                                 |                                 |                                 |                                     |                                     |                                     |                                     | Jan I van Brabant (1252-1294)       | Jan I van Brabant (1252-1294)       | Jan I van Brabant (1252-1294)         | Jan I van Brabant (1252-1294)         | Jan I van Brabant (1252-1294)         | Jan I van Brabant (1252-1294)         |                                       |                                       |                                    |                                    |                                    |                                    | Margaretha van Dampierre (ca. 1251-1285) | Margaretha van Dampierre (ca. 1251-1285) | Margaretha van Dampierre (ca. 1251-1285) | Margaretha van Dampierre (ca. 1251-1285) | Margaretha van Dampierre (ca. 1251-1285) | Margaretha van Dampierre (ca. 1251-1285) |                                      |                                      |                                      |                                      |  |  |  |  |  |  |  |  |  |  |  |  |  |  |  |  |  |  |  |  |  |  |  |  |  |  |  |  |  |  |  |  |  |  |  |  |  |  |  |  |  |  |  |  |  |  |  |  |
|                                     |                                     |                                     |                                     |                                      |                                      |                                      |                                      |                                      |                                      | Keizer Hendrik VII (1274-1313) | Keizer Hendrik VII (1274-1313) | Keizer Hendrik VII (1274-1313) | Keizer Hendrik VII (1274-1313) | Keizer Hendrik VII (1274-1313)    | Keizer Hendrik VII (1274-1313)    |                                     |                                     |                                     |                                     |                                     |                                     |                                 |                                 |                                 |                                 |                                 |                                 |                                     |                                     |                                     |                                     |                                     |                                     |                                       |                                       |                                       |                                       | Margaretha van Brabant (1276-1311)    | Margaretha van Brabant (1276-1311)    | Margaretha van Brabant (1276-1311) | Margaretha van Brabant (1276-1311) | Margaretha van Brabant (1276-1311) | Margaretha van Brabant (1276-1311) |                                          |                                          |                                          |                                          |                                          |                                          |                                      |                                      |                                      |                                      |  |  |  |  |  |  |  |  |  |  |  |  |  |  |  |  |  |  |  |  |  |  |  |  |  |  |  |  |  |  |  |  |  |  |  |  |  |  |  |  |  |  |  |  |  |  |  |  |
|                                     |                                     |                                     |                                     |                                      |                                      |                                      |                                      |                                      |                                      | Keizer Hendrik VII (1274-1313) | Keizer Hendrik VII (1274-1313) | Keizer Hendrik VII (1274-1313) | Keizer Hendrik VII (1274-1313) | Keizer Hendrik VII (1274-1313)    | Keizer Hendrik VII (1274-1313)    |                                     |                                     |                                     |                                     |                                     |                                     |                                 |                                 |                                 |                                 |                                 |                                 |                                     |                                     |                                     |                                     |                                     |                                     |                                       |                                       |                                       |                                       | Margaretha van Brabant (1276-1311)    | Margaretha van Brabant (1276-1311)    | Margaretha van Brabant (1276-1311) | Margaretha van Brabant (1276-1311) | Margaretha van Brabant (1276-1311) | Margaretha van Brabant (1276-1311) |                                          |                                          |                                          |                                          |                                          |                                          |                                      |                                      |                                      |                                      |  |  |  |  |  |  |  |  |  |  |  |  |  |  |  |  |  |  |  |  |  |  |  |  |  |  |  |  |  |  |  |  |  |  |  |  |  |  |  |  |  |  |  |  |  |  |  |  |
|                                     |                                     |                                     |                                     |                                      |                                      |                                      |                                      |                                      |                                      |                                |                                |                                |                                |                                   |                                   |                                     |                                     |                                     |                                     |                                     |                                     |                                 |                                 |                                 |                                 |                                 |                                 |                                     |                                     |                                     |                                     |                                     |                                     |                                       |                                       |                                       |                                       |                                       |                                       |                                    |                                    |                                    |                                    |                                          |                                          |                                          |                                          |                                          |                                          |                                      |                                      |                                      |                                      |  |  |  |  |  |  |  |  |  |  |  |  |  |  |  |  |  |  |  |  |  |  |  |  |  |  |  |  |  |  |  |  |  |  |  |  |  |  |  |  |  |  |  |  |  |  |  |  |
|                                     |                                     |                                     |                                     |                                      |                                      |                                      |                                      |                                      |                                      |                                |                                |                                |                                |                                   |                                   |                                     |                                     |                                     |                                     |                                     |                                     |                                 |                                 |                                 |                                 |                                 |                                 |                                     |                                     |                                     |                                     |                                     |                                     |                                       |                                       |                                       |                                       |                                       |                                       |                                    |                                    |                                    |                                    |                                          |                                          |                                          |                                          |                                          |                                          |                                      |                                      |                                      |                                      |  |  |  |  |  |  |  |  |  |  |  |  |  |  |  |  |  |  |  |  |  |  |  |  |  |  |  |  |  |  |  |  |  |  |  |  |  |  |  |  |  |  |  |  |  |  |  |  |
|                                     |                                     |                                     |                                     |                                      |                                      |                                      |                                      |                                      |                                      |                                |                                |                                |                                | Jan de Blinde (1296-1346)         | Jan de Blinde (1296-1346)         | Jan de Blinde (1296-1346)           | Jan de Blinde (1296-1346)           | Jan de Blinde (1296-1346)           | Jan de Blinde (1296-1346)           |                                     |                                     |                                 |                                 | Maria van Luxemburg (1304-1324) | Maria van Luxemburg (1304-1324) | Maria van Luxemburg (1304-1324) | Maria van Luxemburg (1304-1324) | Maria van Luxemburg (1304-1324)     | Maria van Luxemburg (1304-1324)     |                                     |                                     |                                     |                                     | Beatrix van Luxemburg (ca. 1305-1319) | Beatrix van Luxemburg (ca. 1305-1319) | Beatrix van Luxemburg (ca. 1305-1319) | Beatrix van Luxemburg (ca. 1305-1319) | Beatrix van Luxemburg (ca. 1305-1319) | Beatrix van Luxemburg (ca. 1305-1319) |                                    |                                    |                                    |                                    |                                          |                                          |                                          |                                          |                                          |                                          |                                      |                                      |                                      |                                      |  |  |  |  |  |  |  |  |  |  |  |  |  |  |  |  |  |  |  |  |  |  |  |  |  |  |  |  |  |  |  |  |  |  |  |  |  |  |  |  |  |  |  |  |  |  |  |  |